# Preslap
Preslap (cyr. Преслап) – wieś w Serbii, w okręgu jablanickim, w gminie Crna Trava. W 2011 roku liczyła 166 mieszkańców.